# WesBank
WesBank ist eines der größten Kreditinstitute in Südafrika und bekannt als Anbieter von Krediten zur Fahrzeugfinanzierung. Die WesBank gehört zur Unternehmensgruppe FirstRand Bank Limited, die an verschiedenen Automobilindustriebetrieben beteiligt ist. Der Hauptsitz ist in Johannesburg. Das Unternehmen ist an der Johannesburger Börse notiert.
WesBank unterhielt bis 2007 die Rennstrecke WesBank Raceway  in der Stadt Germiston.